# フアン・ミゲル・ヒメネス・ロペス
フアンミ（Juanmi）ことフアン・ミゲル・ヒメネス・ロペス（Juan Miguel Jiménez López, 1993年5月20日 - ）は、スペイン・アンダルシア州コイン出身のサッカー選手。ラ・リーガ・カディス所属。元スペイン代表。ポジションはFW。

## 経歴

### クラブ
マラガCFの下部組織出身。2010年1月13日、コパ・デル・レイのヘタフェCF戦(1-5)でデビューを果たすと、この試合でチーム唯一の得点を挙げた。この時はまだ16歳7ヶ月であり、マラガCFの公式戦最年少得点者となった。4日後の1月17日、同一カード(1-0)でリーガ・エスパニョーラ初出場を記録した。3月27日のCDテネリフェ戦(1-1)ではアポーニョの得点をアシストした。2009-10シーズンのマラガCFはセグンダ・ディビシオン（2部）降格の危機にさらされたが、5試合（計110分）に出場した。
2010年8月5日には初めてのプロ契約を結び、2014年末まで在籍することになった。9月12日、レアル・サラゴサ戦(5-3)でリーグ戦初得点を含む2得点を記録。この得点により、リーガ・エスパニョーラの歴史上もっとも若くして1試合2得点を記録した選手となった。
2019年6月14日、移籍金800万ユーロでレアル・ベティスに移籍し、5年契約を交わした。加入1シーズン目は、左足の負傷の影響もあり、リーグ戦8試合1得点という成績に終わった。
ベティスでの初得点は、2020年6月28日のラ・リーガ第32節レバンテUD戦であるが、試合は2-4で敗北した。2021年11月28日、初得点を挙げた相手であるレバンテ戦にて、今度はハットトリックを達成し、ホームゲームであった試合にて3-1での勝利に貢献した。
2024年2月1日、カディスCFにレンタル移籍した。

### 代表
スペイン代表として2011年、2012年にUEFA U-19欧州選手権に出場し優勝に貢献した。2015年3月23日、負傷によって代表から離脱したジエゴ・コスタに変わってビセンテ・デル・ボスケ率いるスペインA代表に追加招集され、この日のオランダ代表とのUEFA EURO 2016予選でA代表初キャップを記録した。

## タイトル

### クラブ
レアル・ベティス
- コパ・デル・レイ : 1回 (2021-22)

### 代表
U-19スペイン代表
- UEFA U-19欧州選手権：2回 (2011, 2012)